# Коктерецька селищна адміністрація
Коктере́цька селищна адміністрація (каз. Көктерек кенттік әкімдігі, рос. Коктерекская поселковая администрация) — адміністративна одиниця у складі Сариагаського району Туркестанської області Казахстану. Адміністративний центр — селище Коктерек.
Населення — 6964 особи (2021; 5492 у 2009, 3581 у 1999, 3780 у 1989).
Станом на 1989 рік існувала Коктерецька селищна рада (смт Коктерек), село Красіно перебувало у складі Ільїчівської сільської ради. 2023 року до складу селищної адміністрації передано село Дархан Куркелеського сільського округу.

## Склад
До складу округу входять такі населені пункти:
| Населений пункт | Колишні назви | Населення, осіб (1989) | Населення, осіб (1999) | Населення, осіб (2009) | Населення, осіб (2021) |
| --------------- | ------------- | ---------------------- | ---------------------- | ---------------------- | ---------------------- |
| Дархан, село    | Красіно       | 706                    | 1427                   | 1975                   | 2366                   |
| Коктерек, село  | Казмінводи    | 3074                   | 2154                   | 3517                   | 4598                   |